# Haus der Ghettokämpfer

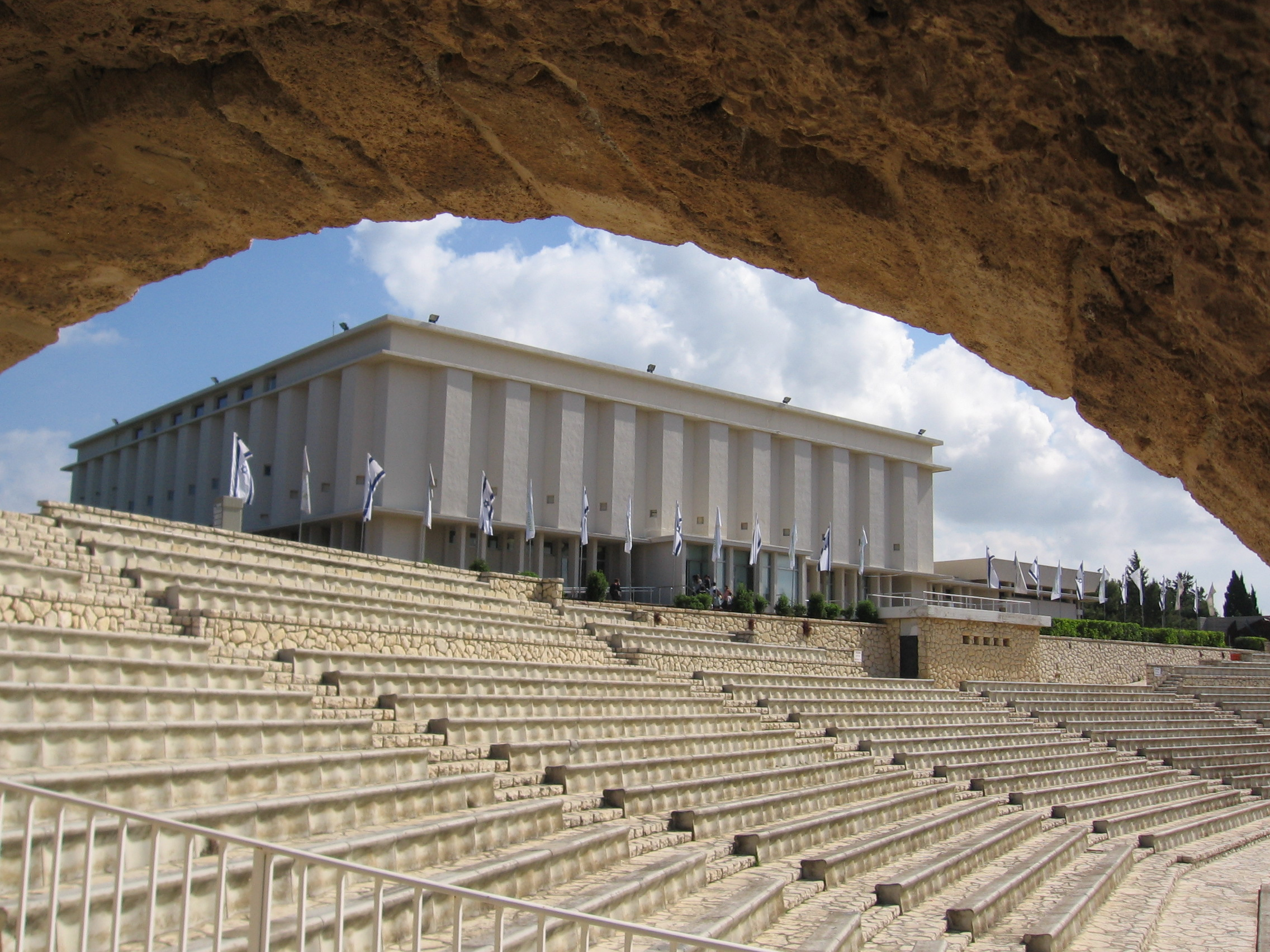
Haus der Ghettokämpfer (2011)

Das Haus der Ghettokämpfer (hebräisch בֵּית לוֹחֲמֵי הַגֵּטָאוֹת Bejt Lōchamej ha-Geṭaʾōt, englisch Ghetto Fighters’ House, offiziell בֵּית לוֹחֲמֵי הַגֵּטָאוֹת ע"ש יִצְחָק קַצְנֶלְסוֹן לְמוֹרֶשֶׁת הַשּׁוֹאָה וְהַמֶּרֶד Bejt Lōchamej ha-Geṭaʾōt ʿal Schem Jizchaq Qatzenelsōn lə-Mōreschet ha-Schōʾah we-ha-Mered, deutsch ‚Haus der Kämpfer der Ghettos auf Namen Jitzchaq Katzenelson fürs Erbe der Schoʾah und der Rebellion‘, englisch Itzhak Katzenelson Holocaust and Jewish Resistance Heritage Museum and Study Center) ist eine Holocaustgedenkstätte und Museum im Nordbezirk von Israel. Es befasst sich unter anderem mit dem Widerstand gegen den Nationalsozialismus im Warschauer Ghetto. Es wurde 1949 von Mitgliedern des Kibbuz Lochamej haGeṭaʾot („Ghettokämpfer“) gegründet, einer Gemeinschaft von Überlebenden des Holocaust. Einige unter ihnen waren ehemalige Untergrundkämpfer in Partisanen-Einheiten und beteiligten sich am Aufstand im Warschauer Ghetto. Dazu gehörte Jitzhak Zuckerman, stellvertretender Kommandant der Jüdischen Kampforganisation. Benannt ist das Haus nach dem Dichter Jizchak Katzenelson.
Das Museum befindet sich im Kibbuz Lochamej haGeṭaʾot, an der Küste zwischen Akko und Naharija in Westgaliläa. Es war das erste Museum in Israel, das der Holocaustopfer und des jüdischen Widerstands gedachte.
Das Haus dokumentiert die Geschichte des jüdischen Lebens vor dem Holocaust und die Verfolgung der Juden im 20. Jahrhundert, vor allem während des Zweiten Weltkriegs und des Holocausts. Im Zentrum stehen dabei Einzelschicksale sowie die verschiedenen Widerstandsbewegungen in den Ghettos und Konzentrationslagern.
Befreundete Institutionen sind in Frankreich, Österreich, den USA und in Israel tätig.

## Einrichtungen und Veranstaltungen
- Ausstellungen und Führungen
- Zivia and Yitzhak “Antek” Zukerman Studienzentrum (es besteht die Möglichkeit für ein- bis dreitägige Seminare)
- Yad LaYeled Kindermuseum, in dem den Kindern von heute Geschichten von jüdischen Kindern während des Holocaust erzählt werden.
- Archiv
- Bibliothek
- Forschungsabteilung zur Geschichte der Juden in der ehemaligen Sowjetunion
- Das Zentrum für humanistische Erziehung – The Center for Humanistic Education (CHE)[1]